# BlackBerry Z10
Le BlackBerry Z10 est un des deux téléphones intelligents BlackBerry présentés à la conférence de lancement de BlackBerry 10 qui s'est déroulée le 30 janvier 2013.
Blackberry affirme avoir écoulé près d'un million de Z10 à la clôture de son 4e trimestre fiscal.

## Matériel
Le BlackBerry Z10 est doté d'un microprocesseur (SoC) Qualcomm Snapdragon S4 Plus double cœur cadencé à 1,5 GHz et Adreno 225 pour la partie graphique (GPU),.

## Disponibilité
Au Canada, le BlackBerry Z10 est disponible chez Bell Mobility (Virgin Mobile Canada inclus), Mobilicity, MTS Mobility, Rogers Wireless (Fido inclus), SaskTel, Telus Mobility (Koodo Mobile inclus), Vidéotron Mobile et Wind Mobile.
Aux États-Unis, le BlackBerry Z10 est disponible chez Verizon Wireless, AT&T Mobility et T-Mobile USA.
En France, chez The Phone House et de nombreux opérateurs. Il a été disponible en précommande dès le 1er février 2013 chez Bouygues Telecom, Orange et en précommande chez Virgin Mobile dès le 13 février 2013,.